# Copa Colsanitas 2025 - Qualificazioni singolare
Le qualificazioni del singolare della Copa Colsanitas 2025 sono un torneo di tennis preliminare per accedere alla fase finale della manifestazione disputate il 29 e 30 marzo 2025. Le vincitrici dell'ultimo turno sono entrate di diritto nel tabellone principale. In caso di ritiro di una o più giocatrici aventi diritto a queste sono subentrate le lucky loser, ossia le giocatrici che hanno perso nell'ultimo turno ma che avevano una classifica più alta rispetto alle altre partecipanti che avevano comunque perso nel turno finale.

## Teste di serie
1. Raluca Șerban (qualificata)
2. Katarzyna Kawa (qualificata)
3. Lea Bošković (qualificata)
4. Jazmín Ortenzi (primo turno)
5. Elizabeth Mandlik (primo turno)
6. Irina Bara (qualificata)

1. Patricia Maria Țig (ultimo turno, lucky loser)
2. Carol Zhao (primo turno)
3. Carolina Alves (ultimo turno)
4. Nicole Fossa Huergo (ultimo turno)
5. Valerija Strachova (ultimo turno)
6. Dalila Jakupović (primo turno)

## Qualificate
1. Raluca Șerban
2. Katarzyna Kawa
3. Lea Bošković

1. Aleksandra Krunić
2. Julieta Pareja
3. Irina Bara

### Lucky loser
1. Patricia Maria Țig

## Tabellone

### Legenda
| - Q = Qualificato - WC = Wild card - LL = Lucky loser | - ALT = Alternate - SE = Special Exempt - PR = Protected Ranking | - w/o = Walkover - r = Ritirato - d = Squalificato |

### Sezione 1
|  | Primo turno | Primo turno         | Primo turno         | Primo turno | Primo turno |  |  | Ultimo turno | Ultimo turno        | Ultimo turno        | Ultimo turno | Ultimo turno |  |
|  |             |                     |                     |             |             |  |  |              |                     |                     |              |              |  |
|  | 1/WC        | Raluca Șerban       | Raluca Șerban       | 6           | 6           |  |  |              |                     |                     |              |              |  |
|  |             | Victoria Hu         | Victoria Hu         | 2           | 3           |  |  | 1/WC         | Raluca Șerban       | Raluca Șerban       | 6            | 6            |  |
|  |             | Marija Tkačëva      | Marija Tkačëva      | 2           | 3           |  |  | 10           | Nicole Fossa Huergo | Nicole Fossa Huergo | 1            | 4            |  |
|  | 10          | Nicole Fossa Huergo | Nicole Fossa Huergo | 6           | 6           |  |  |              |                     |                     |              |              |  |

### Sezione 2
|  | Primo turno | Primo turno        | Primo turno        | Primo turno | Primo turno |  |  | Ultimo turno | Ultimo turno       | Ultimo turno | Ultimo turno | Ultimo turno |  |
|  |             |                    |                    |             |             |  |  |              |                    |              |              |              |  |
|  | 2           | Katarzyna Kawa     | 7                  | 4           | 6           |  |  |              |                    |              |              |              |  |
|  |             | Gergana Topalova   | 61                 | 6           | 4           |  |  | 2            | Katarzyna Kawa     | 7            | 62           | 7            |  |
|  |             | Miriana Tona       | Miriana Tona       | 3           | 62          |  |  | 7            | Patricia Maria Țig | 5            | 7            | 6            |  |
|  | 7           | Patricia Maria Țig | Patricia Maria Țig | 6           | 7           |  |  |              |                    |              |              |              |  |

### Sezione 3
|  | Primo turno | Primo turno        | Primo turno        | Primo turno | Primo turno |  |  | Ultimo turno | Ultimo turno   | Ultimo turno | Ultimo turno | Ultimo turno |  |
|  |             |                    |                    |             |             |  |  |              |                |              |              |              |  |
|  | 3           | Lea Bošković       | Lea Bošković       | 6           | 6           |  |  |              |                |              |              |              |  |
|  | WC          | Emanuela Lares     | Emanuela Lares     | 0           | 1           |  |  | 3            | Lea Bošković   | 7            | 4            | 6            |  |
|  |             | Victoria Rodríguez | Victoria Rodríguez | 2           | 2           |  |  | 9            | Carolina Alves | 5            | 6            | 0            |  |
|  | 9           | Carolina Alves     | Carolina Alves     | 6           | 6           |  |  |              |                |              |              |              |  |

### Sezione 4
|  | Primo turno | Primo turno          | Primo turno          | Primo turno | Primo turno |  |  | Ultimo turno | Ultimo turno         | Ultimo turno         | Ultimo turno | Ultimo turno |  |
|  |             |                      |                      |             |             |  |  |              |                      |                      |              |              |  |
|  | 4           | Jazmín Ortenzi       | Jazmín Ortenzi       | 65          | 2           |  |  |              |                      |                      |              |              |  |
|  |             | Anastasija Tichonova | Anastasija Tichonova | 7           | 6           |  |  |              | Anastasija Tichonova | Anastasija Tichonova | 3            | 3            |  |
|  |             | Aleksandra Krunić    | Aleksandra Krunić    | 6           | 6           |  |  |              | Aleksandra Krunić    | Aleksandra Krunić    | 6            | 6            |  |
|  | 12          | Dalila Jakupović     | Dalila Jakupović     | 2           | 2           |  |  |              |                      |                      |              |              |  |

### Sezione 5
|  | Primo turno | Primo turno       | Primo turno    | Primo turno | Primo turno |  |  | Ultimo turno | Ultimo turno   | Ultimo turno   | Ultimo turno | Ultimo turno |  |
|  |             |                   |                |             |             |  |  |              |                |                |              |              |  |
|  | 5           | Elizabeth Mandlik | 6              | 4           | 4           |  |  |              |                |                |              |              |  |
|  |             | Eva Vedder        | 3              | 6           | 6           |  |  |              | Eva Vedder     | Eva Vedder     | 4            | 4            |  |
|  | WC          | Julieta Pareja    | Julieta Pareja | 7           | 6           |  |  | WC           | Julieta Pareja | Julieta Pareja | 6            | 6            |  |
|  | 8           | Carol Zhao        | Carol Zhao     | 5           | 1           |  |  |              |                |                |              |              |  |

### Sezione 6
|  | Primo turno | Primo turno        | Primo turno        | Primo turno | Primo turno |  |  | Ultimo turno | Ultimo turno       | Ultimo turno       | Ultimo turno | Ultimo turno |  |
|  |             |                    |                    |             |             |  |  |              |                    |                    |              |              |  |
|  | 6           | Irina Bara         | Irina Bara         | 7           | 6           |  |  |              |                    |                    |              |              |  |
|  | WC          | Yuliana Monroy     | Yuliana Monroy     | 5           | 3           |  |  | 6            | Irina Bara         | Irina Bara         | 6            | 6            |  |
|  |             | Malene Helgø       | Malene Helgø       | 1           | 4           |  |  | 11           | Valerija Strachova | Valerija Strachova | 4            | 3            |  |
|  | 11          | Valerija Strachova | Valerija Strachova | 6           | 6           |  |  |              |                    |                    |              |              |  |